# مليك أيت أودية
مليك أيت أودية (10 يونيو 1967 - 30 يوليو 2015)، هو مراسل صحفي ومخرج أفلام وثائقية جزائري. أنتج أعمال مثل «Autopsie d’une tragédie : Algérie 1988-2000 » و « Vol AF 8969, histoire secrète d’un détournement» كما يُعرف بإخراجه لفيلم “Le Martyre des sept moines de Tibhirine” فيلم وثائقي عن حياة رهبان تيبحيرين وقتلهم من طرف الإرهاب الجبان أثناء العشرية السوداء في الجزائر، كان قبل موته يحضر لشيئ لم يكن لصحفي غربي واحد الشجاعة للقيام به. كان يخطط لتصوير ومقابلة رؤساء داعش مليك أيت أودية أراد أن يثبت احترافية في نقل الحقيقة، وأن يتنقل إلى قلب الحدث، لكن الأجل كان أسرع، وتوفي دون أن يحقق حلمه الأخير. وافته المنية في 30 يوليو 2015 عن سن 48 سنة تحت وطئة مرض مزمن قاومه لمدة طويلة.
بعد دراسته في مدرسة ديكارت الثانوية بالجزائر العاصمة، انتقل إلى باريس حيث حصل على شهادته الجامعية من جامعة السوربون. ثم بدأ حياته المهنية كصحفي. كتب في العديد من الصحف والمجلات الفرنسية. وفي عام 1997 بدأ في إخراج أفلام وثائقية تلفزيونية وأخرج فيلمه الوثائقي الأول "الحكم تختار!» قناة أرتيو. بعد ذلك أخرج العديد من الأفلام الوثائقية عن الحرب الأهلية الجزائرية المعروفة باسم "العقد الأسود"، وهي الفترة التي ميزت بعمق وطنه الأصلي. شارك في إخراج فيلم وثائقي مدته 55 دقيقة عن اختطاف طائرة إيرباص إيرباص في فرنسا 3 "رحلة AF8969، قصة سرية لعملية اختطاف" مع سيفيرين لبات. ديسمبر 1994 في الجزائر العاصمة. حصل هذا الفيلم على جائزة أفضل تحقيق في FIGRA في عام 2002.